# Matériau auto-cicatrisant
 (août 2022).
La mise en forme du texte ne suit pas les recommandations de Wikipédia : il faut le « wikifier ».
Les points d'amélioration suivants sont les cas les plus fréquents. Le détail des points à revoir est peut-être précisé sur la page de discussion.
- Les titres sont pré-formatés par le logiciel. Ils ne sont ni en capitales, ni en gras.
- Le texte ne doit pas être écrit en capitales (les noms de famille non plus), ni en gras, ni en italique, ni en « petit »…
- Le gras n'est utilisé que pour surligner le titre de l'article dans l'introduction, une seule fois.
- L'italique est rarement utilisé : mots en langue étrangère, titres d'œuvres, noms de bateaux, etc.
- Les citations ne sont pas en italique mais en corps de texte normal. Elles sont entourées par des guillemets français : « et ».
- Les listes à puces sont à éviter, des paragraphes rédigés étant largement préférés. Les tableaux sont à réserver à la présentation de données structurées (résultats, etc.).
- Les appels de note de bas de page (petits chiffres en exposant, introduits par l'outil «  Source ») sont à placer entre la fin de phrase et le point final[comme ça].
- Les liens internes (vers d'autres articles de Wikipédia) sont à choisir avec parcimonie. Créez des liens vers des articles approfondissant le sujet. Les termes génériques sans rapport avec le sujet sont à éviter, ainsi que les répétitions de liens vers un même terme.
- Les liens externes sont à placer uniquement dans une section « Liens externes », à la fin de l'article. Ces liens sont à choisir avec parcimonie suivant les règles définies. Si un lien sert de source à l'article, son insertion dans le texte est à faire par les notes de bas de page.
- La présentation des références doit suivre les conventions bibliographiques. Il est recommandé d'utiliser les modèles {{Ouvrage}}, {{Chapitre}}, {{Article}}, {{Lien web}} et/ou {{Bibliographie}}. Le mode d'édition visuel peut mettre en forme automatiquement les références.
- Insérer une infobox (cadre d'informations à droite) n'est pas obligatoire pour parachever la mise en page.

Pour une aide détaillée, merci de consulter Aide:Wikification.
Si vous pensez que ces points ont été résolus, vous pouvez retirer ce bandeau et améliorer la mise en forme d'un autre article.

Animation 1. Mesure 3D d'un matériau auto-cicatrisant de « Tosoh Corporation » mesuré à l'aide d'un microscope holographique numérique. La surface a été rayée par un outil métallique.

Animation 2. Section d'un matériau auto-cicatrisant récupérant d'une égratignure

Les matériaux auto-cicatrisants sont des matériaux synthétiques qui ont la capacité de se réparer automatiquement après avoir subi des dommages, et ce, sans aucun diagnostic externe du problème ou intervention humaine. En général, les matériaux se dégradent avec le temps en raison de la fatigue mécanique, des conditions environnementales ou des dommages subis dus à l'usure. Il a été démontré que les fissures et autres types de dommages physiques au niveau microscopique modifient les propriétés thermiques, électriques et acoustiques des matériaux, et la propagation des fissures peut entraîner une défaillance éventuelle du matériau. Les fissures sont difficiles à détecter au stade précoce et une intervention manuelle est nécessaire pour les inspections et les réparations périodiques. Par contre, les matériaux auto-guérissants préviennent la dégradation en initiant un mécanisme de réparation qui répond aux micro-dommages.
Bien que les types les plus courants de matériaux auto-cicatrisants soient les polymères et les élastomères, l'auto-cicatrisation couvre toutes les classes de matériaux, y compris les métaux, les céramiques et les matériaux cimentaires.
Un matériau qui peut réparer les dommages causés dus à l'usure sans intervention externe permettrait d'éviter les coûts encourus par une défaillance matérielle et réduire les coûts de certains processus industriels différents grâce à une plus longue durée de vie des pièces et à la réduction de l'inefficacité causée par la dégradation au fil du temps.

## Histoire
Les anciens Romains utilisaient un mélange de mortier de chaux qui s'est avéré avoir des propriétés d'auto-guérison. En 2014, la géologue Marie Jackson ainsi que ses collègues ont recréé le type de mortier utilisé dans le marché de Trajan et d'autres structures romaines comme le Panthéon et le Colisée. Ils ont étudié sa réponse à la fissuration. Les anciens Romains mélangeaient un type particulier de cendre volcanique provenant des volcans des Monts Albains et appelée pozzolane rosse avec de la chaux vive et de l'eau. Ils l'ont utilisé pour lier ensemble des morceaux de tuf, un agrégat de roche volcanique, de la taille d'un décimètre. En raison de l' activité pouzzolanique lorsque le matériau durci, la chaux interagi avec d'autres produits chimiques dans le mélange et est remplacée par des cristaux d'un minéral d'aluminosilicate de calcium appelé Strätlingite. Ces cristaux en plaques se développent dans la matrice cimentaire du matériau, y compris les zones interfaciales où les fissures auraient tendance à se développer. Cette formation cristalline maintient ensemble le mortier et l'agrégat grossier, contrant la formation de fissures. Cela explique l'obtention d'un matériau qui a duré 1 900 ans.

### La science des matériaux
Les processus connexes dans le béton ont été étudiés au niveau microscopique depuis le 19e siècle.
Les matériaux auto-cicatrisants ont uniquement fait leur apparition comme domaine d'étude au 21e siècle. En 2007, la toute première conférence internationale sur ces matériaux a eu lieu. Le domaine des matériaux auto-guérissants est lié aux matériaux biomimétiques ainsi qu'à d'autres nouveaux matériaux et surfaces dotés de la capacité intégrée d'auto-organisation, tels que les matériaux autolubrifiants et autonettoyants.

## Biomimétique
Les plantes et les animaux ont la capacité de sceller et de cicatriser leurs plaies. Chez toutes les plantes et tous les animaux examinés, deux phases peuvent être identifiées: une phase d'auto-obturation et deuxièmement une phase d'auto-guérison. Chez les plantes, l'auto-obturation rapide évite aux plantes la dessiccation et l'infection par des germes pathogènes. Cela laisse du temps pour l'auto-guérison ultérieure de la blessure qui, en plus de la fermeture de la plaie, entraîne également la restauration (partielle) des propriétés mécaniques de l'organe végétal. Sur la base d'une variété de processus d'auto-obturation et d'auto-guérison chez les plantes, différents principes fonctionnels ont été transférés dans des matériaux d'auto-réparation bio-inspirés,,. Le lien entre le modèle biologique et l'application technique est une abstraction décrivant le principe fonctionnel sous-jacent du modèle biologique qui peut être par exemple un modèle analytique ou un modèle numérique. Dans les cas où des processus principalement physico-chimiques sont impliqués, un transfert est particulièrement prometteur.
Il existe des preuves dans la littérature académique de ces approches de conception biomimétique utilisées dans le développement de systèmes d'auto-guérison pour les composites polymères.
Inspiré par les processus d'auto-étanchéité rapides de la liane Aristolochia macrophylla et des espèces apparentées, un revêtement en mousse de polyuréthane biomimétique pour les structures pneumatiques a été développé. En ce qui concerne le faible poids du revêtement et l'épaisseur de la couche de mousse, des efficacités de réparation maximales de 99,9 % et plus ont été obtenues,,. D'autres modèles sont les plantes à latex comme le figuier pleureur (Ficus benjamina), l'hévéa (Hevea brasiliensis) et les euphorbes (Euphorbia spp.), chez qui la coagulation du latex est impliquée dans le colmatage des lésions,,. Différentes stratégies d'auto-obturation des matériaux élastomères ont été développées montrant une restauration mécanique importante après une lésion macroscopique,.

## Polymères et élastomères auto-cicatrisants
Durant le 20e siècle, les polymères sont devenus un matériau essentiel dans la vie quotidienne pour des produits comme les plastiques, les caoutchoucs, les films, les fibres (textiles et autres) ou les peintures. Cette grande demande a obligé à prolonger leur fiabilité et leur durée de vie, et une nouvelle classe de matériaux polymères capables de restaurer leur fonctionnalité après un dommage a été envisagée. Ces matériaux polymères auto-cicatrisants ou auto-guérissants peuvent être divisés en deux groupes différents en fonction de l'approche du mécanisme d'auto-guérison : intrinsèque ou extrinsèque,. Les polymères auto-guérissants autonomes suivent un processus en trois étapes très similaire à celui d'une réponse biologique. En cas de dommage, la première réponse est le déclenchement ou l'actionnement, qui se produit presque immédiatement après le dommage. La deuxième réponse est le transport de matériaux vers la zone touchée, qui se produit également très rapidement. La troisième réponse est le processus de réparation chimique. Ce processus diffère selon le type de mécanisme de cicatrisation en place (par exemple, polymérisation, enchevêtrement, réticulation réversible). Ces matériaux peuvent être classés selon trois mécanismes (capsulaire, vasculaire et intrinsèque), qui peuvent être corrélés chronologiquement sur quatre générations. Bien que similaires à certains égards, ces mécanismes diffèrent dans la manière dont la réponse est masquée ou empêchée jusqu'à ce que des dommages réels soient subis.

### Dégradation des polymères
Au niveau moléculaire, les polymères traditionnels brisent sous le stress mécanique par clivage des liaisons sigma. Alors que les polymères plus récents peuvent céder d'autres manières, les polymères traditionnels cèdent généralement par clivage de liaison homolytique ou hétérolytique. Les facteurs qui déterminent le rendement d'un polymère comprennent : le type de contrainte, les propriétés chimiques inhérentes au polymère, le niveau et le type de solvatation et la température. Au niveau macromoléculaire, les dommages induits par le stress au niveau moléculaire entraînent des dommages à plus grande échelle appelés microfissures. Une microfissure se forme là où les chaînes polymères voisines ont été endommagées à proximité, ce qui conduit finalement à l'affaiblissement de la fibre dans son ensemble.

#### Clivage de liaison homolytique

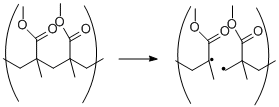
Schéma 1. Clivage homolytique du poly(méthacrylate de méthyle) (PMMA).

Il a été observé que les polymères subissent un clivage de leur liaison homolytique par l'utilisation de rapporteurs radicaux tels que DPPH (2,2-diphényl-1-picrylhydrazyl) et PMNB (pentaméthylnitrosobenzène). Lorsqu'une liaison est clivée de manière homolytique, deux espèces radicalaires sont formées et qui peuvent se recombiner pour réparer les dommages ou peuvent initier d'autres clivages homolytiques qui pourraient à leur tour entraîner davantage de dommages.

#### Clivage de liaison hétérolytique

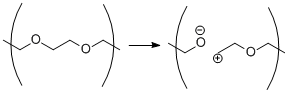
Schéma 2. Clivage hétérolytique du polyéthylène glycol.

On a également observé que les polymères subissaient un clivage de liaison hétérolytique par le biais de marquage isotopique. Lorsqu'une liaison est clivée de manière hétérolytique, des espèces cationiques et anioniques se forment et qui peuvent soit à leur tour se recombiner pour réparer les dommages, être désactivées par un solvant ou réagir de manière destructive avec les polymères voisins.

#### Clivage de liaison réversible
Certains polymères cèdent aux tensions mécaniques de manière atypique et réversible. Les polymères à base de Diels-Alder subissent une cycloaddition réversible, où une contrainte mécanique clive deux liaisons sigma dans une réaction rétro Diels-Alder. Cette contrainte se traduit par des électrons pi-liés supplémentaires par opposition aux fractions radicalaires ou chargées.

#### Répartition supramoléculaire
Les polymères supramoléculaires sont composés de plusieurs monomères qui interagissent de manière non covalente, c'est pourquoi ils sont parfois décrits comme des polymères de supramolécules. Les interactions courantes incluent les liaisons hydrogène, la coordination des métaux et les forces de van der Waals. Le stress mécanique dans les polymères supramoléculaires provoque la perturbation de ces interactions non covalentes spécifiques, conduisant à la séparation des monomères et à la dégradation des polymères.

### Systèmes intrinsèques à base de polymères
Dans les systèmes intrinsèques, le matériau est capable de restaurer son intégrité sans intervention externe. Tandis que les approches extrinsèques sont généralement autonomes, les systèmes intrinsèques nécessitent souvent un déclencheur externe pour que la guérison ait lieu (comme des stimuli thermomécaniques, électriques, photo-stimuli, etc.). Il est possible de distinguer 5 principales stratégies intrinsèques d'auto-guérison. Tout d'abord, le premier est basé sur des réactions réversibles, et le schéma réactionnel le plus largement utilisé est basé sur les réactions de Diels-Alder (DA) et rétro-Diels-Alder (rDA). Une deuxième stratégie réalise l'auto-guérison dans les matrices thermodurcissables en incorporant des additifs thermoplastiques fusibles. Un déclencheur de température permet la redispersion des additifs thermoplastiques dans les fissures, provoquant des emboîtements mécaniques. Ensuite, les enchevêtrements de polymères basés sur des liaisons supramoléculaires dynamiques ou des ionomères représentent un troisième et un quatrième schéma. Les interactions supramoléculaires impliquées et les clusters ionomères sont généralement réversibles et agissent comme des réticulations réversibles, pouvant ainsi doter les polymères d'une capacité d'auto-guérison,. Finalement, une méthode alternative pour réaliser l'auto-guérison intrinsèque est basée sur la diffusion moléculaire.

#### Polymères à base de liaisons réversibles
Les systèmes réversibles sont des systèmes polymères qui peuvent revenir à l'état initial, qu'ils soient monomères, oligomères ou non réticulés. Étant donné que le polymère est stable dans des conditions normales, le processus réversible nécessite généralement un stimulus externe pour qu'il se produise. Chez un polymère cicatrisant réversible, si le matériau est endommagé par des moyens tels que le chauffage et redevenu ses constituants, il peut être réparé ou guéri à sa forme polymère en appliquant la condition d'origine utilisée pour le polymériser.

#### Systèmes polymères basés sur la formation et la rupture de liaisons covalentes

##### Diels-Alder et rétro-Diels-Alder
Parmi les exemples de polymères cicatrisants réversibles, la réaction de Diels-Alder (DA) et son analogue rétro-Diels-Alder (RDA) semblent très prometteurs du fait de leur réversibilité thermique. En général, le monomère contenant les groupes fonctionnels comme le furane ou le maléimide, forme deux liaisons carbone-carbone de manière spécifique et construit le polymère par réaction DA. Ce polymère, lors du chauffage, se décompose en ses unités monomères d'origine via la réaction RDA, puis reforme le polymère lors du refroidissement ou par toute autre condition initialement utilisée pour fabriquer le polymère. Au cours des dernières décennies, deux types de polymères réversibles ont été étudiés : (i) les polymères où les groupements pendants, tels que les groupements furane ou maléimide, se réticulent par des réactions successives de couplage DA ; (ii) des polymères où les monomères multifonctionnels se lient les uns aux autres par des réactions successives de couplage DA.

###### Polymères réticulés
Dans ce type de polymère, le polymère se forme par la réticulation des groupes de thermoplastiques linéaires. Par exemple, Saegusa et al. ont montré la réticulation réversible de poly( N -acétyléthylèneimine) modifiés contenant soit des groupements pendants maléimide soit furancarbonyle. La réaction est montrée dans le schéma 3. Les deux polymères complémentaires sont mélangés pour créer un matériau hautement réticulé par réaction DA d'unités de furane et de maléimide à température ambiante, car le polymère réticulé est plus stable sur le plan thermodynamique que les matériaux de départ individuels. Par contre, lors du chauffage du polymère à 80 °C pendant deux heures dans un solvant polaire, deux monomères ont été régénérés via la réaction RDA, indiquant la rupture des polymères.

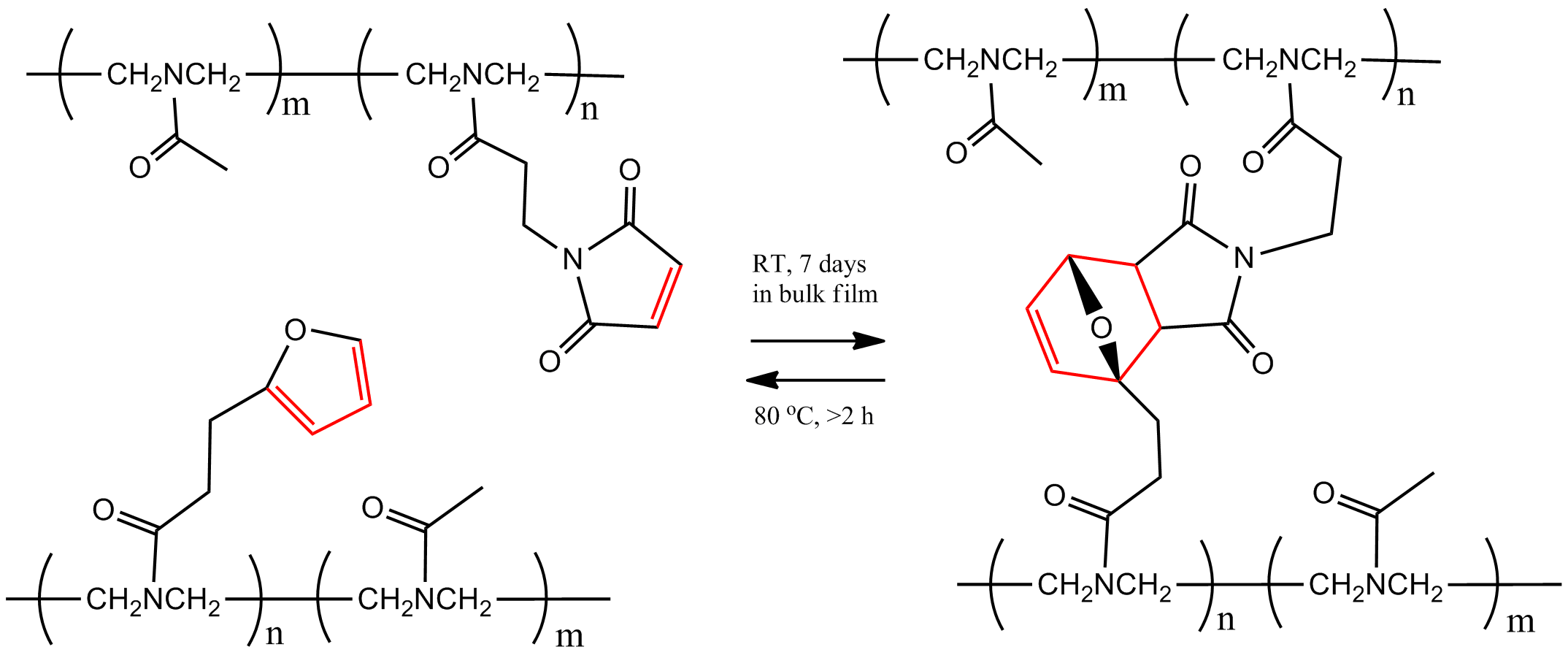
Schéma 3. Réticulation réversible du polymère via la réaction de cycloaddition de Diels-Alder entre le furane et le maléimide.

La réaction réversible DA/RDA n'est pas limitée aux polymères à base de furane-méléimides comme il est montré par les travaux de Schiraldi et al. Ils ont montré la réticulation réversible de polymères portant un groupe anthracène pendant avec des maléimides. Nonobstant, la réaction réversible ne s'est produite que partiellement lors du chauffage à 250 °C en raison de la réaction de décomposition concurrente.

###### Polymérisation de monomères multifonctionnels
Dans ces systèmes, la réaction DA a lieu dans le squelette lui-même pour construire le polymère, et non comme un lien. Pour les processus de polymérisation et de cicatrisation d'un polymère à base de furane à croissance DA - maléimide (3M4F) ont été démontrés en le soumettant à des cycles de chauffage/refroidissement. Le tris-maléimide (3M) et le tétrafurane (4F) forment un polymère par réaction DA. Lorsque celui-ci est chauffé à 120 °C, il est dépolymérisé par réaction RDA, donnant les matières premières. Un chauffage ultérieur entre 90–120 °C et un refroidissement à température ambiante ont guéri le polymère, restaurant partiellement ses propriétés mécaniques par intervention,. La réaction est montrée dans le schéma 4.

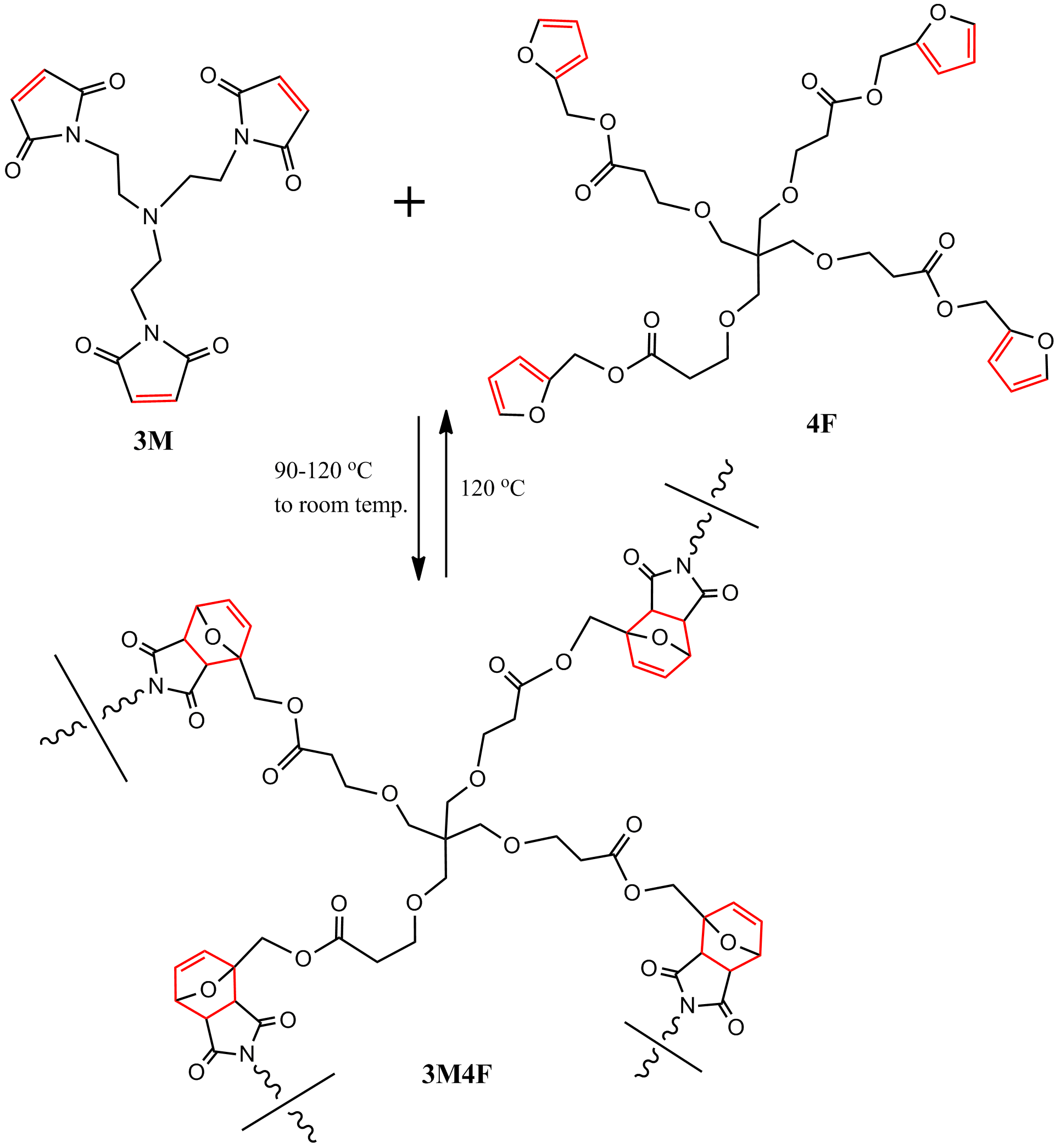
Schéma 4. Réseau polymère réversible hautement réticulé à base de furane-maléimide.

##### Polymères à base de thiols
Les polymères à base de thiol ont des liaisons disulfures qui peuvent être réticulées par oxydation et réduction réversiblement. Dans des conditions réductrices, les ponts disulfure (SS) dans le polymère se rompent et donnent des monomères. Par contre, dans des conditions oxydantes, les thiols (SH) de chaque monomère forment la liaison disulfure, réticulant les matières premières pour former le polymère. Chujo et al. ont montré le polymère réticulé réversible à base de thiol utilisant la poly(N -acétyléthylèneimine). (Schéma 5)

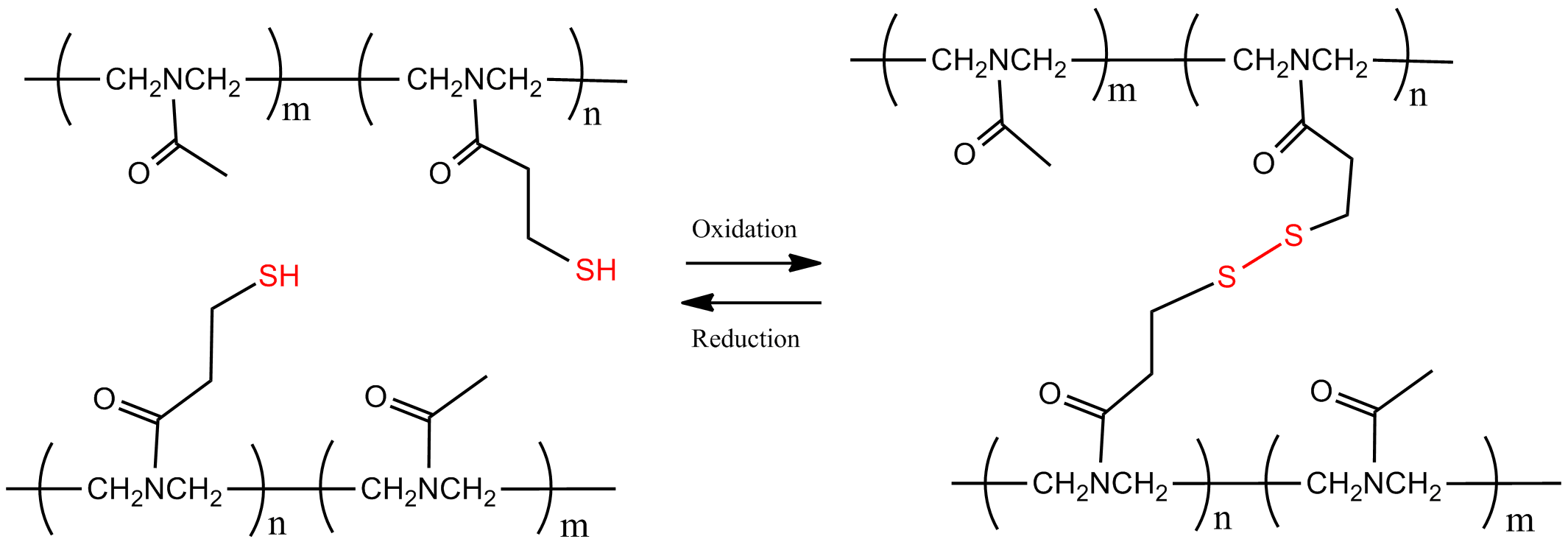
Schéma 5. Réticulation réversible du polymère par des ponts disulfure.

##### Poly(urée-uréthane)
Un réseau poly(urée-uréthane ) souple utilise la réaction de métathèse dans les disulfures aromatiques pour fournir des propriétés d'auto-cicatrisation à température ambiante, sans avoir besoin de catalyseurs externes. Cette réaction chimique est naturellement capable de créer des liaisons covalentes à température ambiante, permettant au polymère de guérir de manière autonome, sans source d'énergie externe. Laissé à température ambiante, le matériau se répare avec une efficacité de 80 % après seulement deux heures et de 97 % après 24 heures.[réf. nécessaire] En 2014, un matériau à base d'élastomère de polyurée s'est avéré auto-cicatrisant, fusionnant après avoir été coupé en deux, sans ajout de catalyseurs ou d'autres produits chimiques. Le matériau comprend également des composés peu coûteux disponibles dans le commerce. Les molécules d'élastomère ont été modifiées, rendant les liaisons entre elles plus longues. Les molécules résultantes sont plus faciles à séparer les unes des autres et mieux capables de se recoller à température ambiante avec presque la même force. Le recollage peut être répété. Les peintures et autres revêtements extensibles et auto-cicatrisants se sont récemment rapprochés de l'usage courant, grâce aux recherches menées à l'Université de l'Illinois.
Les polymères à partir d'urée-uréthane ont par contre des températures de transition vitreuse inférieures à 273 K, donc ce sont des gels à température ambiante, et leur résistance à la traction est faible. Pour optimiser la résistance à la traction, l'énergie de liaison réversible ou la longueur du polymère doit être augmentée pour augmenter le degré d'enclenchement covalent ou mécanique respectivement. par contre, l'augmentation de la longueur du polymère inhibe la mobilité et altère ainsi la capacité des polymères à se lier de manière réversible. Ainsi, à chaque longueur de polymère, une énergie de liaison réversible optimale existe.

##### Vitrimères
Les vitrimères sont un sous-ensemble de polymères qui comblent l'écart entre les thermoplastiques et les thermodurcissables,. Leur dépendance à l'échange dissociatif et associatif au sein de réseaux adaptables covalents dynamiques permet d'accéder à une variété de systèmes chimiques qui permettent la synthèse de matériaux mécaniquement robustes avec la capacité d'être retraités plusieurs fois tout en conservant leurs propriétés structurelles et leur résistance mécanique. L'aspect d'auto-guérison de ces matériaux est dû à l'échange de liaisons d'espèces réticulées en réponse à des stimuli externes appliqués, tels que la chaleur. L'échange dissociatif est le processus par lequel les réticulations sont rompues avant la recombinaison des espèces de réticulation, récupérant ainsi la densité de réticulation après échange. Des exemples d'échange dissociatif comprennent les réactions péricycliques réversibles, la transalkylation nucléophile et la transamination aminal. L'échange associatif implique la réaction de substitution avec une réticulation existante et la rétention des réticulations tout au long de l'échange. Des exemples d'échange associatif comprennent la transestérification, la transamination d'uréthanes vinylique, l'échange d'imine, et la transamination de dicétoneamines. Des vitrimères possédant une morphologie à l'échelle nanométrique sont étudiés, grâce à l'utilisation de vitrimères de copolymères à blocs comparés à des analogues de copolymères statistiques, pour comprendre les effets de l'auto-assemblage sur les taux d'échange, les propriétés viscoélastiques et la possibilité de retraitement. Outre le recyclage, les matériaux vitrimères sont prometteurs pour des applications en médecine, par exemple la bioépoxy auto-réparatrice, et des applications dans les écrans électroniques auto-réparables. Même si ces systèmes polymères sont encore à leurs débuts, ils serviront à produire des matériaux recyclables commercialement pertinents dans un avenir proche, tant que davantage de travail est fait pour adapter ces systèmes chimiques aux monomères et polymères commercialement pertinents, ainsi qu'à développer de meilleurs tests mécaniques et une meilleure compréhension des propriétés des matériaux tout au long de leur durée de vie (c'est-à-dire les cycles de post-retraitement).
Copolymères à force de van der Waals
Si la perturbation des forces de van der Waals sur les dommages mécaniques est énergétiquement défavorable, les motifs de copolymères alternés ou aléatoires interdigités s'auto-guériront à un état énergétiquement plus favorable sans intervention externe. Ce comportement d'auto-guérison se produit dans une gamme de composition relativement étroite dépendait d'une réponse viscoélastique qui favorise énergétiquement l'auto-récupération lors de la séparation de la chaîne, en raison des associations « clé-et-serrure » des chaînes voisines. Essentiellement, les forces de van der Waals stabilisent les copolymères voisins, ce qui se reflète dans les valeurs de densité d'énergie cohésive (CED) améliorées. Urban etc. montre comment les interactions dipolaires induites pour les copolymères alternés ou aléatoires de poly(méthacrylate de méthyle-alt-ran-n-butyl acrylate) (p(MMA-alt-ran-nBA)) en raison des forces directionnelles de van der Waals peuvent améliorer le CED à l'équilibre (CEDeq) de chaînes de copolymères intriquées et côte à côte,,.

### Systèmes à base de polymères extrinsèques
Dans les systèmes extrinsèques, les composantes cicatrisantes sont séparées du polymère environnant dans des microcapsules ou des réseaux vasculaires qui, après endommagement ou fissuration du matériau, libèrent leur contenu dans le plan de fissure, réagissant et permettant la restauration des fonctionnalités du matériau. Ces systèmes peuvent être subdivisés en plusieurs catégories. Alors que les polymères à base de capsules séquestrent les agents cicatrisants dans de petites capsules qui ne libèrent les agents que s'ils sont rompus, les matériaux vasculaires auto-cicatrisants séquestrent l'agent cicatrisant dans des canaux de type capillaire qui peuvent être interconnectés unidimensionnellement, bidimensionnellement ou tridimensionnellement. Après que l'un de ces capillaires est endommagé, le réseau peut être rempli par une source extérieure ou un autre canal qui n'a pas été endommagé. Les matériaux d'auto-guérison intrinsèques n'ont pas d'agent de guérison séquestré, mais ont plutôt une fonctionnalité d'auto-guérison latente qui est déclenchée par des dommages ou par un stimulus extérieur. Les matériaux auto-cicatrisants extrinsèques peuvent atteindre des efficacités de cicatrisation supérieures à 100% même lorsque les dommages sont importants.

#### Cicatrisation des microcapsules
Les systèmes à base de capsules ont en commun que les agents cicatrisants sont encapsulés dans des microstructures appropriées qui se rompent lors de la formation de fissures et conduisent à un processus de suivi afin de restaurer les propriétés des matériaux. Si les parois de la capsule sont créées trop épaisses, elles peuvent ne pas se fracturer à l'approche de la fissure, mais si elles sont trop minces, elles peuvent se rompre prématurément. Afin que ce processus se produise à température ambiante et pour que les réactifs restent à l'état monomère dans la capsule, un catalyseur est également intégré dans le thermodurcissable. Le catalyseur abaisse la barrière énergétique de la réaction et permet au monomère de polymériser sans apport de chaleur. Les capsules (souvent constituées de cire) autour du monomère et du catalyseur sont importantes pour maintenir la séparation jusqu'à ce que la fissure facilite la réaction,. Dans le système capsule-catalyseur, l'agent cicatrisant encapsulé est libéré dans la matrice polymère et réagit avec le catalyseur, déjà présent dans la matrice. Il existe de nombreux défis dans la conception de ce type de matériau. Premièrement, la réactivité du catalyseur doit être maintenue même après qu'il est enfermé dans de la cire. De plus, le monomère doit s'écouler à un débit suffisant (avoir une viscosité suffisamment faible) pour recouvrir toute la fissure avant qu'il ne soit polymérisé, sinon la pleine capacité de cicatrisation ne sera pas atteinte. Enfin, le catalyseur doit se dissoudre rapidement dans le monomère afin de réagir efficacement et d'empêcher la propagation de la fissure.

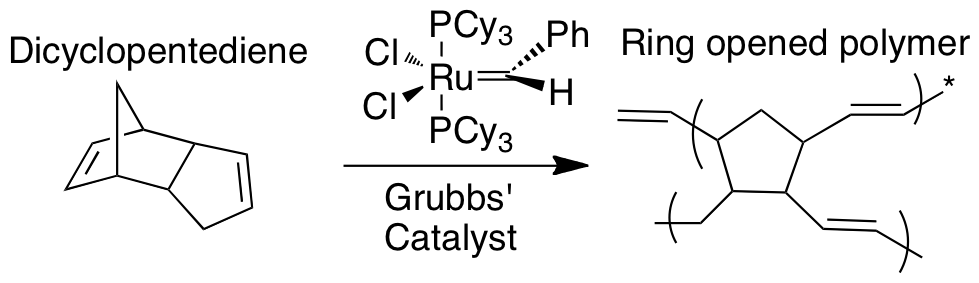
Schéma 6. ROMP du DCPD via le catalyseur de Grubbs

Ce processus a été démontré avec le dicyclopentadiène (DCPD) et le catalyseur de Grubbs (benzylidène-bis(tricyclohexylphosphine)dichlororuthénium). Le DCPD et le catalyseur de Grubbs sont noyés dans une résine époxy. Le monomère seul est relativement peu réactif et la polymérisation n'a pas lieu. Lorsqu'une microfissure atteint à la fois la capsule contenant le DCPD et le catalyseur, le monomère est libéré de la microcapsule « noyau-enveloppe » et entre en contact avec le catalyseur exposé, sur lequel le monomère subit une polymérisation par métathèse par ouverture de cycle (ROMP). La réaction de métathèse du monomère implique la rupture des deux doubles liaisons au profit de nouvelles liaisons. La présence du catalyseur permet d'abaisser la barrière énergétique (énergie d'activation) et la réaction de polymérisation peut se dérouler à température ambiante. Le polymère résultant permet au matériau composite époxy de retrouver 67 % de sa résistance originale.
Le catalyseur de Grubbs est un bon choix pour ce type de système car il est non-réactif à l'air et à l'eau, donc suffisamment robuste pour maintenir la réactivité au sein du matériau. L'utilisation d'un catalyseur vivant est importante pour favoriser diverses actions de guérison. L'inconvénient majeur est le coût. Il a été démontré que l'utilisation d'une plus grande quantité de catalyseur correspondait directement à un degré de cicatrisation plus élevé. Le ruthénium est assez coûteux, ce qui le rend impraticable pour des applications commerciales.

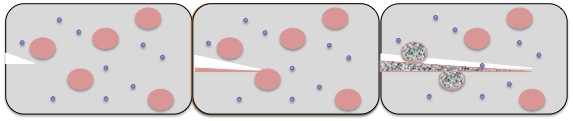
Figure 1. Représentation de la propagation des fissures à travers un matériau incrusté de microcapsules. Les microcapsules monomères sont représentées par des cercles roses et le catalyseur est représenté par des points violets.

Au contraire, dans les systèmes multicapsules, le catalyseur et l'agent cicatrisant sont encapsulés dans des capsules différentes. Dans un troisième système, appelé fonctionnalité latente, un agent cicatrisant est encapsulé, qui peut réagir avec le composant polymérisant présent dans la matrice sous la forme de fonctionnalités réactives résiduelles. Dans la dernière approche (séparation de phases), soit l'agent cicatrisant, soit le polymérisant est séparé en phases dans le matériau de la matrice.

#### Approches vasculaires
Les mêmes stratégies peuvent être appliquées dans des systèmes vasculaires en 1D, 2D et 3D,,.

#### Approche «tube»
Pour la première méthode, des capillaires ou des fibres de verre fragiles sont noyés dans un matériau composite. (il s'agit déjà d'une pratique couramment utilisée pour renforcer les matériaux, voir Plastique renforcé de fibres). Le réseau poreux résultant est rempli de monomères. Lorsque des dommages surviennent dans le matériau par suite d'une utilisation régulière, les tubes se fissurent également et le monomère est libéré dans les fissures. D'autres tubes contenant un agent durcissant se fissurent également et se mélangent avec le monomère, provoquant la cicatrisation de la fissure. Il y a beaucoup de choses à prendre en compte lors de l'introduction de tubes dans une structure cristalline. Tout d'abord, il faut considérer que les canaux créés peuvent compromettre la capacité de charge du matériau en raison de l'élimination du matériau porteur. De plus, le diamètre du canal, le degré de ramification, l'emplacement des points de ramification et l'orientation du canal sont quelques-uns des principaux éléments à prendre en compte lors de la construction de microcanaux dans un matériau. Les matériaux qui n'ont pas besoin de supporter beaucoup de contraintes mécaniques, mais qui veulent des propriétés d'auto-guérison, peuvent introduire plus de microcanaux que les matériaux censés supporter des charges. Il existe deux types de tubes : les canaux discrets et les canaux interconnectés.

##### Canaux discrets
Les canaux discrets peuvent être construits indépendamment de la construction du matériau et sont placés dans un réseau dans tout le matériau. Lors de la création de ces microcanaux, un facteur majeur à prendre en compte est que plus les tubes sont rapprochés, plus la résistance sera faible, mais plus la récupération sera efficace. Une structure en sandwich est un type de canaux discrets constitués de tubes au centre du matériau et cicatrisant vers l'extérieur à partir du milieu. La rigidité des structures sandwich est élevée, ce qui en fait une option intéressante pour les chambres pressurisées. Pour la plupart des structures sandwich, la résistance du matériau est maintenue par rapport aux réseaux vasculaires. En outre, le matériel montre une récupération presque complète des dommages.

##### Réseaux interconnectés
Les réseaux interconnectés ont plus d'efficacité que les canaux discrets, mais sont plus difficiles et plus dispendieux à créer. La façon la plus élémentaire de créer ces canaux consiste à appliquer des principes d'usinage de base pour créer des rainures de canal à micro-échelle. Ces techniques donnent des canaux de 600 à 700 micromètres. Cette technique fonctionne très bien sur le plan bidimensionnel, mais lorsque vous essayez de créer un réseau tridimensionnel, elles sont limitées.

##### Écriture directe à l'encre
La technique Direct Ink Writing (DIW) est une extrusion contrôlée d'encres viscoélastiques pour créer des réseaux interconnectés en trois dimensions. Cela fonctionne en fixant d'abord l'encre organique selon un motif défini. Ensuite, la structure est infiltrée avec un matériau comme un époxy. Cet époxy est ensuite solidifié et l'encre peut être aspirée avec un vide modeste, créant ainsi des tubes.

##### Réseaux de nanotubes de carbone
En dissolvant un polymère linéaire à l'intérieur d'une matrice époxy tridimensionnelle solide, de sorte qu'ils soient miscibles entre eux, le polymère linéaire devient mobile à une certaine température Lorsque des nanotubes de carbone sont également incorporés dans un matériau époxy et qu'un courant continu est passe à travers les tubes, un décalage significatif de la courbe de détection indique un dommage permanent au polymère, « détectant » ainsi une fissure. Lorsque les nanotubes de carbone détectent une fissure dans la structure, ils peuvent être utilisés comme transports thermiques pour chauffer la matrice afin que les polymères linéaires puissent diffuser pour remplir les fissures de la matrice époxy, soignant ainsi la matière.

##### «SLIPS»
Une approche différente a été suggérée par le Pr J. Aizenberg de l'Université de Harvard, qui a suggéré d'utiliser des surfaces poreuses infusées de liquide glissant (Slippery Liquid-Infused Porous Surfaces ou SLIPS), un matériau poreux inspiré de la sarracénie carnivore et rempli d'un liquide lubrifiant non miscible à la fois avec l'eau et l'huile. Les SLIPS possèdent des propriétés d'auto-guérison et d'auto-lubrification ainsi qu'une phobie de la glace et ont été utilisés avec succès à de nombreuses fins.

##### Couture de fil sacrificielle
Les fils organiques (tels que le filament de polylactide par exemple) sont cousus à travers des couches stratifiées de polymère renforcé de fibres, qui sont ensuite bouillies et aspirées hors du matériau après le durcissement du polymère, laissant derrière eux des canaux vides qui peuvent être remplis d'agents cicatrisants.

## Composites polymères renforcés de fibres auto-cicatrisantes
Les méthodes de mise en œuvre de la fonctionnalité d'auto-guérison dans les composites chargés et les polymères renforcés de fibres (PRF) sont presque exclusivement basées sur des systèmes extrinsèques et peuvent donc être globalement classées en deux approches: systèmes à base de capsules discrètes et systèmes vasculaires continus. Contrairement aux polymères non chargés, le succès d'une approche intrinsèque basée sur la réversibilité des liaisons reste à prouver dans les PRF. À ce jour, l'auto-guérison des PRF a été principalement appliquée à des structures simples telles que des plaques plates et des panneaux. Il existe par contre une application quelque peu limitée de l'auto-guérison dans les panneaux plats, car l'accès à la surface du panneau est relativement simple et les méthodes de réparation sont très bien établies dans l'industrie. Au lieu de cela, l'accent a été mis sur la mise en œuvre de l'auto-guérison dans des structures plus complexes et pertinentes sur le plan industriel telles que les joints en T, et les fuselages d'avions.

### Systèmes à base de capsules
La création d'un système à base de capsules a été rapportée pour la première fois par White et al. en 2001. Cette approche a depuis été adaptée par un certain nombre d'auteurs pour être introduite dans les matériaux renforcés de fibres,,. Cette méthode repose sur la libération d'un agent cicatrisant encapsulé dans la zone endommagée, et est généralement un processus unique car la fonctionnalité de l'agent cicatrisant encapsulé ne peut pas être restaurée. Même ainsi, les systèmes mis en œuvre sont capables de restaurer l'intégrité du matériau à près de 100 % et de rester stables tout au long de la durée de vie du matériau.

### Systèmes vasculaires
L'approche vasculaire ou à base de fibres peut être plus appropriée pour les dommages d'impact auto-cicatrisants dans les matériaux composites polymères renforcés de fibres. Dans cette méthode, un réseau de canaux connus sous le nom de vascules, similaires aux vaisseaux sanguins dans les tissus humains, sont placés dans la structure et utilisés pour l'introduction d'un agent cicatrisant. Lors d'un événement résultant en dommages, les fissures se propagent à travers le matériau et dans les vascules, provoquant leur clivage. Une résine liquide est ensuite passée à travers les vascules et dans le plan endommagé, ce qui permet de réparer les fissures. Les systèmes vasculaires présentent un certain nombre d'avantages par rapport aux systèmes à base de microcapsules, tels que la capacité à délivrer en continu de grands volumes d'agents de réparation et le potentiel d'être utilisés pour une cicatrisation répétée. Les canaux eux-mêmes peuvent également être utilisés pour des fonctionnalités supplémentaires, telles que la gestion thermique et la surveillance de la santé structurelle. Un certain nombre de méthodes ont été proposées pour l'introduction de ces vascules, y compris l'utilisation de fibres de verre creuses (HGF),, l'impression 3D, un procédé de "cire perdue", et une voie de préforme solide.

## Revêtements auto-cicatrisants
Les revêtements permettent de conserver et d'améliorer les propriétés globales d'un matériau. Ils peuvent protéger un substrat contre l'exposition à l'environnement. Ainsi, lorsque des dommages se produisent (généralement sous forme de microfissures), des éléments environnementaux tels que l'eau et l'oxygène peuvent se diffuser à travers le revêtement et causer des dommages matériels ou une défaillance. La microfissuration dans les revêtements peut entraîner une dégradation mécanique, un délaminage du revêtement, ou une défaillance électrique dans les composites renforcés de fibres et la microélectronique, respectivement. Comme les dommages sont à si petite échelle, les réparations, si possible, sont souvent difficiles et coûteuses. Par conséquent, un revêtement qui peut se guérir automatiquement ("revêtement auto-cicatrisant") pourrait s'avérer bénéfique en récupérant automatiquement les propriétés (telles que les propriétés mécaniques, électriques et esthétiques), et en prolongeant ainsi la durée de vie du revêtement. La majorité des approches décrites dans la littérature concernant les matériaux auto-cicatrisants peuvent être appliquées pour fabriquer des revêtements "auto-cicatrisants", y compris la microencapsulation, et l'introduction de liaisons physiques réversibles telles que la liaison hydrogène, les ionomères, et les liaisons chimiques (chimie de Diels-Alder). La microencapsulation est la méthode la plus courante pour développer des revêtements auto-cicatrisants. L'approche de la capsule décrite à l'origine par White et al., utilisant le monomère de dicyclopentadiène microencapsulé (DCPD) et le catalyseur de Grubbs pour l'auto-guérison du polymère époxy a ensuite été adaptée aux films adhésifs époxy couramment utilisés dans les industries aérospatiale et automobile pour le collage. substrats métalliques et composites. Récemment, des suspensions liquides microencapsulées de métal ou de noir de carbone ont été utilisées pour restaurer la conductivité électrique dans un dispositif microélectronique multicouche et des électrodes de batterie respectivement, ; par contre, l'utilisation de la microencapsulation pour la restauration des propriétés électriques dans les revêtements est limitée. Des microgouttelettes de métal liquide ont également été mises en suspension dans un élastomère de silicone pour créer des conducteurs électriques extensibles qui maintiennent la conductivité électrique lorsqu'ils sont endommagés, imitant la résilience des tissus biologiques mous. L'application la plus courante de cette technique a fait ses preuves dans les revêtements polymères pour la protection contre la corrosion. La protection contre la corrosion des matériaux métalliques est d'une importance significative à l'échelle économique et écologique. Pour prouver l'efficacité des microcapsules dans les revêtements polymères pour la protection contre la corrosion, les chercheurs ont encapsulé un certain nombre de matériaux. Ces matériaux comprennent les isocyanates, monomères tels que DCPD, GMA résine époxy, huile de lin, et huile de tung,. Pour encapsulation du noyau comme mentionné ci-dessus, un certain nombre de matériaux de coque ont été utilisés tels que le phénol formaldéhyde, l'urée formaldéhyde,, dendritique ou PAMAM, mélamine formaldéhyde, etc. Chaque matériau de coque a ses propres avantages et inconvénients. Même ces matériaux ont étendu leurs applications dans le contrôle de la livraison de pesticides et de médicaments. En utilisant ces matériaux pour l'auto-réparation dans les revêtements, il a été prouvé que la microencapsulation protège efficacement le métal de la corrosion et prolonge la durée de vie d'un revêtement.
Les revêtements dans les applications à haute température peuvent être conçus pour posséder des performances d'auto-guérison grâce à la formation d'un verre. Dans de telles situations, telles que les revêtements à haute émissivité, la viscosité du verre formé détermine la capacité d'auto-guérison du revêtement. Cela peut entrer en compétition avec la formation de défauts dus à l'oxydation ou à l' ablation. Les matériaux auto-cicatrisants à base de verre de silicate sont particulièrement utiles dans les revêtements de barrière thermique et pour les applications spatiales telles que les écrans thermiques. Les matériaux composites à base de disiliciure de molybdène font l'objet de diverses études visant à améliorer leurs performances d'auto-cicatrisation à base de verre dans les applications de revêtement.

## Matériaux cimentaires autocicatrisants
Les matériaux cimentaires existent depuis l'époque romaine. Ces matériaux ont une capacité naturelle à s'auto-réparer, qui a été signalée pour la première fois par l'Académie française des sciences en 1836. Cette capacité peut être améliorée par l'intégration de stratégies chimiques et biochimiques.

### Cicatrisation autogène
La cicatrisation autogène est la capacité naturelle des matériaux cimentaires à réparer les fissures. Cette capacité est principalement attribuée à une hydratation des particules de ciment non hydratées et à la carbonatation de l'hydroxyde de calcium dissous. Les matériaux cimentaires dans les systèmes d'eau douce peuvent cicatriser de manière autogène des fissures jusqu'à 0,2 mm sur une période de 7 semaines.
Afin de favoriser la cicatrisation autogène et de fermer les fissures plus larges, des polymères super absorbants peuvent être ajoutés à un mélange cimentaire,. L'ajout de 1 m% de polymère superabsorbant sélectionné par rapport au ciment à un matériau cimentaire a stimulé une hydratation supplémentaire de près de 40% par rapport à un matériau cimentaire traditionnel, si 1 h de contact avec l'eau par jour était autorisée.

### Cicatrisant à base d'additifs chimiques
L'autocicatrisation des matériaux cimentaires peut être obtenuepar la réaction de certains agents chimiques. Deux stratégies principales existent pour loger ces agents: les capsules et les tubes vasculaires. Ces capsules et tubes vasculaires, une fois rompus, libèrent ces agents et cicatrisent les dommages causés par la fissure. Les études ont principalement porté sur l'amélioration de la qualité de ces boîtiers et des matériaux encapsulés dans ce domaine.

### Guérison biosourcée
Selon une étude réalisée en 1996 par H.L. Erlich dans la revue Chemical Geology, la capacité d'auto-guérison du béton peut être améliorée par l'incorporation de bactéries, qui peuvent induire la précipitation du carbonate de calcium grâce à leur activité métabolique. Ces précipitations s'accumuler et former un joint efficace contre la pénétration d'eau liée aux fissures. Lors de la première conférence internationale sur les matériaux d'auto-guérison qui s'est tenue en avril 2007 aux Pays-Bas, Henk M. Jonkers et Erik Schlangen ont présenté leurs recherches dans lesquelles ils avaient utilisé avec succès les « bactéries alcaliphiles formant des spores » comme « agent d'auto-guérison dans béton »,. Ils ont été les premiers à incorporer des bactéries dans la pâte de ciment pour l'élaboration de béton autocicatrisant. Il a été constaté que les bactéries directement ajoutées à la pâte ne restaient viables que 4 mois. Des études ultérieures ont vu Jonkers utiliser des particules d'argile expansée et Van Tittlelboom utiliser des tubes de verre pour protéger les bactéries à l'intérieur du béton. D'autres stratégies pour protéger la bactérie ont également été rapportées depuis. Même les applications d'auto-réparation à base de microcapsules ont été étendues aux matériaux de revêtement biosourcés. Ces revêtements sont à base d'huile de neem et possèdent un autre caractère biosourcé car ils utilisent de l'huile végétale comme matériau de base.

## Céramique auto-cicatrisante
En général, les céramiques ont une résistance supérieure aux hautes températures comparé aux métaux. Par contre, elles sont cassantes et sensibles aux défauts, ce qui remet en question leur intégrité et leur fiabilité en tant que matériaux de structure. La céramique de phase, également connue sous le nom de MAX Phases, peut guérir de manière autonome les dommages causés par les fissures grâce à un mécanisme de guérison intrinsèque. Les microfissures causées par l'usure ou les contraintes thermiques sont remplies d'oxydes formés à partir des constituants de la phase MAX, généralement l'élément A, lors d'une exposition à haute température à l'air. Le remplissage des fissures a été démontré pour la première fois pour Ti 3 AlC 2 par oxydation à 1 200 °C dans l'air. Ti 2 AlC et Cr 2 AlC ont également démontré cette capacité, et on s'attend à ce que davantage de carbures et de nitrures ternaires soient capables de s'auto-guérir de manière autonome. Le processus est reproductible jusqu'au point d'épuisement des éléments, ce qui distingue les phases MAX des autres matériaux auto-cicatrisants qui nécessitent des agents de cicatrisation externes (cicatrisation extrinsèque) pour le remplissage d'un seul espace de fissure. En fonction de l'oxyde de remplissage, une amélioration des propriétés initiales telles que la résistance locale peut être obtenue. D'autre part, la mullite, l'alumine et la zircone n'ont pas la capacité de guérir intrinsèquement, mais pourraient être dotées de capacités d'auto-guérison en incorporant des composants de seconde phase dans la matrice. Lors de la fissuration, ces particules sont exposées à l'oxygène et, en présence de chaleur, elles réagissent pour former de nouveaux matériaux qui remplissent l'espace de fissure sous l'expansion du volume. Ce concept a été prouvé en utilisant SiC pour réparer les fissures dans une matrice d'alumine, et d'autres études ont étudié la résistance à haute température, et la résistance à la fatigue statique et cyclique de la pièce cicatrisée. La force et la liaison entre la matrice et l'agent cicatrisant sont d'une importance primordiale et régissent ainsi la sélection des particules cicatrisantes.

### Métaux auto-cicatrisants
Lorsqu'ils sont exposés pour de longues durées à des températures élevées et à des contraintes modérées, les métaux subissent une rupture de fluage prématurée et à faible ductilité, résultant de la formation et de la croissance de cavités. Ces défauts fusionnent en fissures, qui provoqueront finalement une défaillance macroscopique. L'auto-guérison des dommages à un stade précoce est donc une nouvelle approche prometteuse pour prolonger la durée de vie des composants métalliques. Chez les métaux, l'auto-guérison est intrinsèquement plus difficile à réaliser que dans la plupart des autres classes de matériaux, en raison de leur point de fusion élevé et, par conséquent, de la faible mobilité des atomes. En général, les défauts dans les métaux sont réparés par la formation de précipités au niveau des sites de défaut qui immobilisent davantage la croissance des fissures. Des propriétés de fluage et de fatigue améliorées ont été rapportées pour les alliages d'aluminium non vieillis par rapport aux alliages d'Al (aluminium) à durcissement maximal, ce qui est dû à la précipitation hétérogène au fond de la fissure et à sa zone plastique. Les premières tentatives de réparation des dommages de fluage dans les aciers se sont concentrées sur la précipitation dynamique de Cu ou de BN à la surface de la cavité de fluage,. La précipitation de Cu n'a qu'une faible préférence pour les défauts induits par la déformation car une grande fraction de précipités sphériques de Cu est formée simultanément avec la matrice,. Récemment, les atomes d'or ont été reconnus comme des agents cicatrisants très efficaces dans les alliages à base de Fe. Un mécanisme induit par les défauts est indiqué pour la précipitation Au, c'est-à-dire que le soluté Au reste dissous jusqu'à ce que des défauts se forment. Une réparation autonome des dommages de fluage à haute température a été rapportée par alliage avec une petite quantité d'Au. Les agents de cicatrisation précipitent sélectivement à la surface libre d'une cavité de fluage, ce qui entraîne le remplissage des pores. Pour les niveaux de contrainte inférieurs, jusqu'à 80% de remplissage des cavités de fluage avec des précipités d'Au est atteint, ce qui entraîne une augmentation substantielle de la durée de vie en fluage. Les travaux visant à traduire le concept de cicatrisation des dommages par fluage dans des systèmes de modèles binaires ou ternaires simples en aciers de fluage multicomposants réels sont en cours.

## Colorants organiques auto-cicatrisants
Récemment, de multiples classes de colorants organiques qui s'auto-guérissent après photo-dégradation lorsqu'ils sont dopés dans du PMMA et d'autres matrices polymères ont été découverts. Ceci est également connu sous le nom de photo-dégradation réversible. Il a été montré que, contrairement aux processus courants comme la diffusion moléculaire, le mécanisme est causé par l'interaction colorant-polymère.

## Auto-guérison de la glace
Il a récemment été démontré que des défauts de taille micrométrique dans une couche de glace vierge guérissent spontanément en quelques heures. La courbure générée par tout défaut provoque une augmentation locale de la pression de vapeur et augmente donc la volatilité des molécules de surface. Par conséquent, la mobilité de la couche supérieure de molécules d'eau augmente considérablement. Le mécanisme principal qui domine cet effet cicatrisant est donc la sublimation et la condensation sur la surface. Cela s'oppose à des travaux antérieurs décrivant le frittage de sphères de glace par diffusion en surface.

Mesure d'une rayure autocicatrisante d'une profondeur initiale d'environ 2,5 micromètres, induite dans une couche de glace vierge de 247 Kelvin. Temps total de cicatrisation : 205 minutes.

## Autres applications
Des époxys auto-cicatrisants peuvent être incorporés sur les métaux afin de prévenir la corrosion. Un substrat métallique a montré une dégradation majeure et une formation de rouille après 72 heures d'exposition. Mais après avoir été recouvert d'époxy auto-cicatrisant, il n'y avait aucun dommage visible sous MEB (microscopie électronique à balayage) après 72 heures de la même exposition.

## Évaluation de l'efficacité de l'auto-guérison
Plusieurs méthodologies d'évaluation des capacités d'auto-guérison ont été développées pour chaque classe de matériaux (tableau 1).
| Classe de matériaux                  | Mécanisme de dommages                                                                            | Mécanisme de guérison |
| ------------------------------------ | ------------------------------------------------------------------------------------------------ | --- |
| Polymères                            | Coupe à la lame de rasoir/au scalpel ; Essai de traction avec rupture ; Impact balistique        | Réseaux supramoléculaires de guérison autonome |
| Polymères                            | Coupe à la lame de rasoir/scalpel                                                                | Réseaux supramoléculaires déclenchés par la température |
| Composite renforcé de fibres         | Délaminage BVID (dommages d'impact à peine visibles)                                             | Auto-guérison vasculaire; Microcapsule auto-cicatrisante                                                                                                   |
| Revêtements                          | Microcoupe avec corrosion ; Corrosion/érosion ; Essais d'arrachement (adhérence); Micro-grattage | Interdiffusion moléculaire (solvant); Agent encapsulé |
| Béton                                | Amorçage de fissure par flexion compression                                                      | Activation de l'agent microencapsulé |
| Céramique                            | Amorçage de fissure par indentation                                                              | Réaction d'oxydation déclenchée par la température |
| Revêtement céramique                 | Amorçage de fissure par indentation                                                              | Réaction d'oxydation déclenchée par la température |
| Revêtement en mousse de polyuréthane | Percer avec une pointe                                                                           | Réduction de la zone de fuite effective par des contraintes négatives poussant les parois de la fissure dans les revêtements en mousse l'une vers l'autre. |

Ainsi, lorsque l'auto-guérison est évaluée, différents paramètres doivent être pris en compte : le type de stimulus (le cas échéant), le temps de cicatrisation, le nombre maximal de cycles de cicatrisation que le matériau peut tolérer et degré de récupération, tout en tenant compte des propriétés vierges du matériau,,. Cela prend généralement en compte des paramètres physiques pertinents tels que le module de traction, l'allongement à la rupture, la résistance à la fatigue, les propriétés de barrière, la couleur et la transparence. La capacité d'auto-cicatrisation d'un matériau donné fait généralement référence à la récupération d'une propriété spécifique par rapport au matériau vierge, appelée efficacité d'auto-cicatrisation. L'efficacité d'auto-guérison peut être quantifiée en comparant la valeur expérimentale respective obtenue pour l'échantillon vierge non endommagé (f vierge) avec l'échantillon cicatrisé (f cicatrisé) (equation 1)

| η = fhealed/fvirgin | \| \| \| \| \| \| \| \| | (1) |
|                     |                         |     |
|                     |                         |     |
Dans une variante de cette définition qui concerne les matériaux auto-cicatrisants extrinsèques, l'efficacité de cicatrisation prend en considération la modification des propriétés provoquée par l'introduction de l'agent cicatrisant. En conséquence, la propriété de l'échantillon cicatrisé est comparée à celle d'un témoin non endommagé équipé d'un agent d'auto-cicatrisation f non cicatrisé (équation 2).

| η = fhealed/fnon-healed | \| \| \| \| \| \| \| \| | (2) |
|                         |                         |     |
|                         |                         |     |
Pour une certaine propriété Pi d'un matériau spécifique, un mécanisme et un processus d'auto-guérison optimaux sont caractérisés par la restauration complète de la propriété respective du matériau après un processus de détérioration normalisé approprié. Pour un matériau où 3 propriétés différentes sont évaluées, il convient de déterminer 3 rendements donnés par ƞ 1 ( P 1 ), ƞ 2 ( P 2 ) et ƞ 3 ( P 3 ). Le rendement moyen final basé sur un nombre n de propriétés pour un matériau autocicatrisant est ainsi déterminé comme la moyenne harmonique. La moyenne harmonique est plus appropriée que la moyenne arithmétique traditionnelle, car elle est moins sensible aux grandes valeurs aberrantes.

## Commercialisation
Au moins deux entreprises tentent de mettre de nouvelles applications des matériaux auto-cicatrisants sur le marché. Arkema, un acteur majeur de la chimie, a annoncé en 2009 le démarrage de la production industrielle d'élastomères auto-cicatrisants. En 2012, Autonomic Materials Inc. avait levé plus de trois millions de dollars américains.